# 참솜깃오리

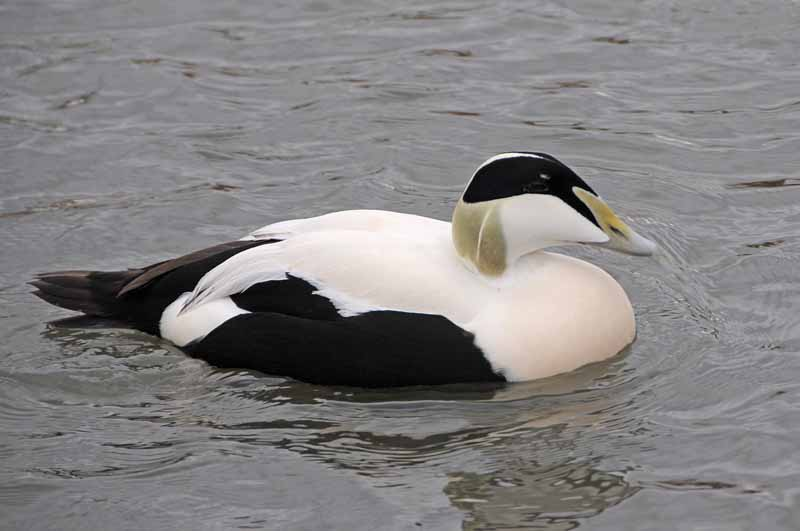
다 큰 수컷

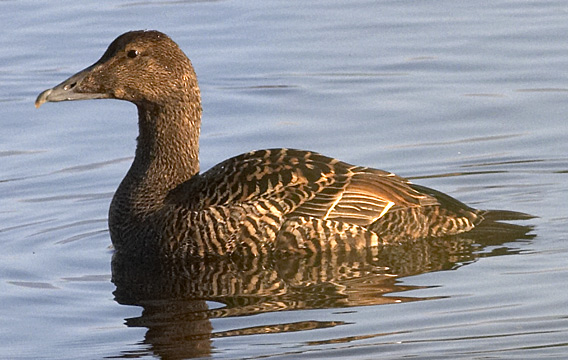
암컷

참솜깃오리(Somateria mollissima, Common eider 커먼 아이더[*])는 유럽 북부 해안, 아메리카, 시베리아 동부에 서식하는 대형(몸 길이 50–71 cm (20–28 in)) 바다오리이다. 북극과 일부 북부 온대 지역에서 알을 낳지만 해안에서 수많은 무리가 형성될 즈음 온대 지역에서 남쪽으로 이주한다. 최대 113 km/h (70 mph) 속도로 날 수 있다.
둥지는 바다 주변에서 만들며 암컷의 경우 가슴쪽에 아이더다운(eiderdown)으로 감싸있다. 이 부드럽고 따뜻한 내벽은 베개나 누비이불을 채우기 위해 오랜 시간 거둬들여 왔으나 최근 수년 간 가축 거위와 합성 물질로 대체되고 있다. 아이더다운 베개나 누비이불이 현재 찾아보기 어렵지만 아이더다운은 오리새끼가 둥지를 떠날 때 이 새들에게 위해를 주지 않는 상태에서 거둬들일 수 있으므로 거둬들이는 일은 꾸준히 계속되고 있다. 이 오리의 학명은 몸을 뜻하는 고대 그리스어 somatos, 털을 뜻하는 erion, 그리고 "매우 부드러운"을 뜻하는 라틴어 mollissimus에서 비롯된 것으로, 통틀어서 솜깃털을 의미한다.